# Башкара
Башкара — название горной вершины, ледника и ледникового озера на Центральном Кавказе.
Гора Башкара (Баш Кара, груз. ბაშყარა) находится в верховьях бассейна реки Адылсу (левобережье), на границе между Россией и Грузией. Расположена на Главном Кавказском хребте между горами Джантуган и Уллукара. Со склонов горы Башкара берут начало ледник Башкара на российской стороне и часть ледника Лехзыр (Лекзири) — на грузинской стороне. Ниже ледника расположено ледниковое озеро Башкара.

## Этимология
Слово Башкара имеет тюркское происхождение и образовано из слов карач.-балк. баш — «голова» и къара — «чёрный», то есть Башкара — «чёрная вершина». 

## Описание
24 апреля 2019 г. с вершины горы Башкара оторвался крупный скальный блок, в результате чего на ледник сошла снежно-ледово-каменная лавина объемом 1.2–1.5 млн куб. м. 
Озеро Башкара известно неоднократными случаями прорыва. Оно образовалось в 1930-1940-х годах вследствие таяния ледника Башкара. В исследованиях по программе Международного полярного года (1932-1933 г.) озеро еще не зафиксировано, а в конце 1950-х оно уже существовало. Прорывы озера в 20 веке происходили в 1958, 1959 и 1961 годах, и приводили к мощным селевым потокам по долине Адылсу. В конце 1980-х гг. у края ледника Башкара образовалась группа новых прорывоопасных озёр, впоследствии соединившихся в единое озеро Лапа. Между озёрами Башкара и Лапа находится язык ледника Башкара, окаймленный моренным валом. В начале 21 века моренный вал, удерживающий озеро Башкара, начал разрушаться. Специалисты прогнозировали возможность прорыва озера. В 2008 году начался поверхностный перелив из озера в подледниковый канал. Проводилась эвакуация альпинистских лагерей и туристических баз. Выполнялись оценка опасности и моделирование зоны затопления в случае прорыва. Предлагались варианты снижения опасности озера. 
В ночь на 1 сентября 2017 года произошёл прорыв озера, в результате которого сформировался катастрофический сель по реке Адылсу и далее по реке Баксан. 
Прорыву предшествовало интенсивное таяние ледника и аномальные осадки. 30-31 августа 2017 года, по результатам измерений на гляциологической станции МГУ рядом с озером, выпало 45 мм осадков, а в ночь на 1 сентября — еще около 100 мм. Обследование показало, что объем жидкой фазы потока составил около 1,1 млн куб. м, при этом примерно 800 тыс. куб. м были сброшены из озера Башкара. В долине реки Адылсу в селевой паводок было вовлечено 350–500 тыс. куб. м твердого материала. Погибли 3 человека, в том числе глава администрации поселения Эльбрус.  
Прорыв сопровождался серьёзными повреждениями транспортной магистрали «Прохладный — Баксан — Эльбрус». В частности, был уничтожен отрезок дороги у поселка Нейтрино. 

## Топографические карты
- Лист карты K-38-26-1.